# Nephrotoma flavescens
Espèce
Nephrotoma flavescens, la Tipule des buissonnets est une espèce d'insectes diptères nématocères de la famille des Tipulidae.